# Fissidens sigmocarpoides
Fissidens sigmocarpoides är en bladmossart som beskrevs av Potier de la Varde 1939. Fissidens sigmocarpoides ingår i släktet fickmossor, och familjen Fissidentaceae. Inga underarter finns listade i Catalogue of Life.